# Narciarstwo wodne na Letnich Igrzyskach Olimpijskich 1972
Narciarstwo wodne na Letnich Igrzyskach Olimpijskich 1972 w Monachium było dyscypliną pokazową na tych letnich igrzyskach olimpijskich i odbyło się w dniach 1 – 2 września. Wystartowało 35 zawodników (24 mężczyzn i 8 kobiet) z 20 państw.

## Medaliści

### Mężczyźni
| Konkurencja    |                 |                 |                      |
| Slalom         | Roby Zucchi     | Wayne Grimditch | Jean–Michel Jamin    |
| Slalom         | Roby Zucchi     | Wayne Grimditch | Heikki Olamo         |
| Jazda figurowa | Ricky McCormick | Wayne Grimditch | Karl–Heinz Benzinger |
| Skoki          | Ricky McCormick | Max Hofer       | Nie przyznawano      |
| Skoki          | Ricky McCormick | Hagen Klie      | Nie przyznawano      |

### Kobiety
| Konkurencja    |                   |               |                   |
| Slalom         | Liz Allen–Shetter | Willy Staehle | Pat Messner       |
| Jazda figurowa | Willy Staehle     | Kaye Thurlow  | Sylvie Maurial    |
| Skoki          | Sylvie Maurial    | Kaye Thurlow  | Liz Allen–Shetter |